# Alassane Thioub
Alassane Thioub (ur. 16 października 1955) – senegalski judoka. Olimpijczyk z Moskwy 1980, gdzie zajął dziewiętnaste miejsce w wadze półciężkiej.
Uczestnik mistrzostw świata w 1979 roku.

## Letnie Igrzyska Olimpijskie 1980
| Konkurencja | Eliminacje          | Klas. końcowa |
| Konkurencja | 1/32                | Miejsce       |
| ----------- | ------------------- | ------------- |
| 95 kg       | Rajko Kušić (YUG) P | 19.           |